# Davis Grubb
Davis Alexander Grubb (* 23. Juli 1919 in Moundsville, West Virginia; † 24. Juli 1980 in New York City, New York) war ein US-amerikanischer Schriftsteller.

## Leben und Karriere
Davis Grubb wurde in angesehene Familie seines Heimatdorfes in West Virginia geboren, sein Vater war ein sozialkonservativer Architekt. Nach seiner Schulausbildung arbeitete Grubb zunächst bei einer Radiostation in Clarksburg. Er wollte Grafiker werden und studierte am Carnegie Institute of Technology in Pittsburgh, ehe er sein Studium wegen Farbenblindheit abbrechen musste. 1940 arbeitete er als Page für NBC in New York. In den 1940er-Jahren arbeitete Grubb zunächst als Radioansager und Werbetexter, während er sich eine Karriere als Schriftsteller erhoffte. 1944 verkaufte er seine erste Kurzgeschichte an das Magazin Good Housekeeping für 500 US-Dollar, es folgten weitere Veröffentlichungen von Geschichten bei Collier’s und dem American Magazine.
Nachdem der Markt für Kurzgeschichten ab 1950 kleiner wurde, wollte Grubb nun Romane schreiben. Seine ersten beiden Romanversuche blieben unveröffentlicht, doch sein dritter Versuch The Night of the Hunter (1953) wurde zum größten Erfolg seiner Karriere. Das Werk über zwei Kinder, die während der Great Depression vor ihrem psychopathischen Stiefvater fliehen müssen, wurde von den meisten Kritikern gelobt und gilt heute bei vielen als kleiner Klassiker der amerikanischen Literatur. Die gleichnamige Verfilmung von 1955 unter Regie von Charles Laughton mit Robert Mitchum wurde ebenfalls zum Klassiker. Insgesamt veröffentlichte Grubb in der Folge weitere neun Romane, drei Kurzgeschichten-Bände, außerdem noch weitere Kurzgeschichten in Magazinen. Mindestens vier seiner Werke wurden ins Deutsche übersetzt. Die meisten von Grubbs Werken werden zum Subgenre der Southern Gothic gezählt.
Grubb hatte die Meinung, dass kein Autor eine Geschichte zweimal schreiben solle, und so experimentierte er in seinen folgenden Romanen. Diese wurden allerdings zumindest bei Kritikern nie mehr so erfolgreich wie The Night of the Hunter. Zu seinen weiteren Werken zählen der Historienroman A Dream of Kings (1955) über den amerikanischen Bürgerkrieg,  das ambitionierte Werk The Voices of Glory (1962) über eine Krankenschwester in der Weltwirtschaftskrise und der Kriminalroman Fool's Parade (1969), der 1971 mit James Stewart in der Hauptrolle als Die Gnadenlosen verfilmt wurde. Besonders Sozialthemen waren ihm in seinen Romanen wichtig, er thematisierte unter anderem Rassismus, Korruption und Arbeiterunterdrückung. Seinen letzten Roman Ancient Lights hatte der als exzentrisch geltende Autor gerade fertiggestellt, als er 1980 einen Tag nach seinem 61. Geburtstag an Lungenkrebs verstarb.

## Werke
Romane
- The Night of the Hunter (1953)
  - dt.: Die Nacht des Jägers
- A Dream of Kings (1955)
- The Watchman (1958)
- The Voices of Glory (1962)
- A Tree Full of Stars (1965)
  - dt.: Christbaumwunder
- Shadow of My Brother (1966, bereits 1956 geschrieben)
  - dt.: Meines Bruders Schatten
- The Golden Sickle (1968)
- Fools' Parade (1969)
  - dt.: Gaunerparade
- The Barefoot Man (1971)
- Ancient Lights (1982, posthum)

Sammlungen von Kurzgeschichten
- Twelve Tales of Suspense and the Supernatural (1964)
- The Siege of 318: Thirteen Mystical Stories (1978)
- You Never Believe Me and Other Stories (1989, posthum)